# To All the Girls...
To All the Girls... è un album in studio dell'artista country statunitense Willie Nelson, pubblicato nel 2013. Il disco consiste in una serie di duetti con artiste donne.

## Tracce
1. From Here to the Moon and Back – 4:01 – con Dolly Parton
2. She Was No Good for Me – 3:47 – con Miranda Lambert
3. It Won't Be Very Long – 2:36 – con The Secret Sisters
4. Please Don’t Tell Me How the Story Ends – 4:18 – con Rosanne Cash
5. Far Away Places – 4:56 – con Sheryl Crow
6. Bloody Mary Morning – 3:05 – con Wynonna Judd
7. Always on My Mind – 3:55 – con Carrie Underwood
8. Somewhere Between – 3:13 – con Loretta Lynn
9. No Mas Amor – 4:12 – con Alison Krauss
10. Back To Earth – 3:30 – con Melonie Cannon
11. Grandma's Hands – 3:10 – con Mavis Staples
12. Walkin' – 3:39 – con Norah Jones
13. 'Til The End of the World – 2:01 – con Shelby Lynne
14. Will You Remember Mine – 4:34 – con Lily Meola
15. Dry Lightning – 4:21 – con Emmylou Harris
16. Making Believe – 3:16 – con Brandi Carlile
17. Have You Ever Seen the Rain – 4:38 – con Paula Nelson
18. After the Fire Is Gone – 2:43 – con Tina Rose